# メルセデス・イェリネック

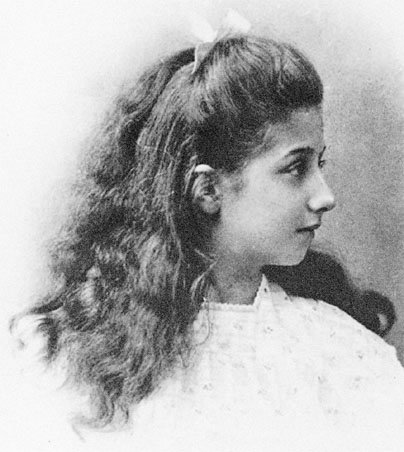
メルセデス・イェリネック

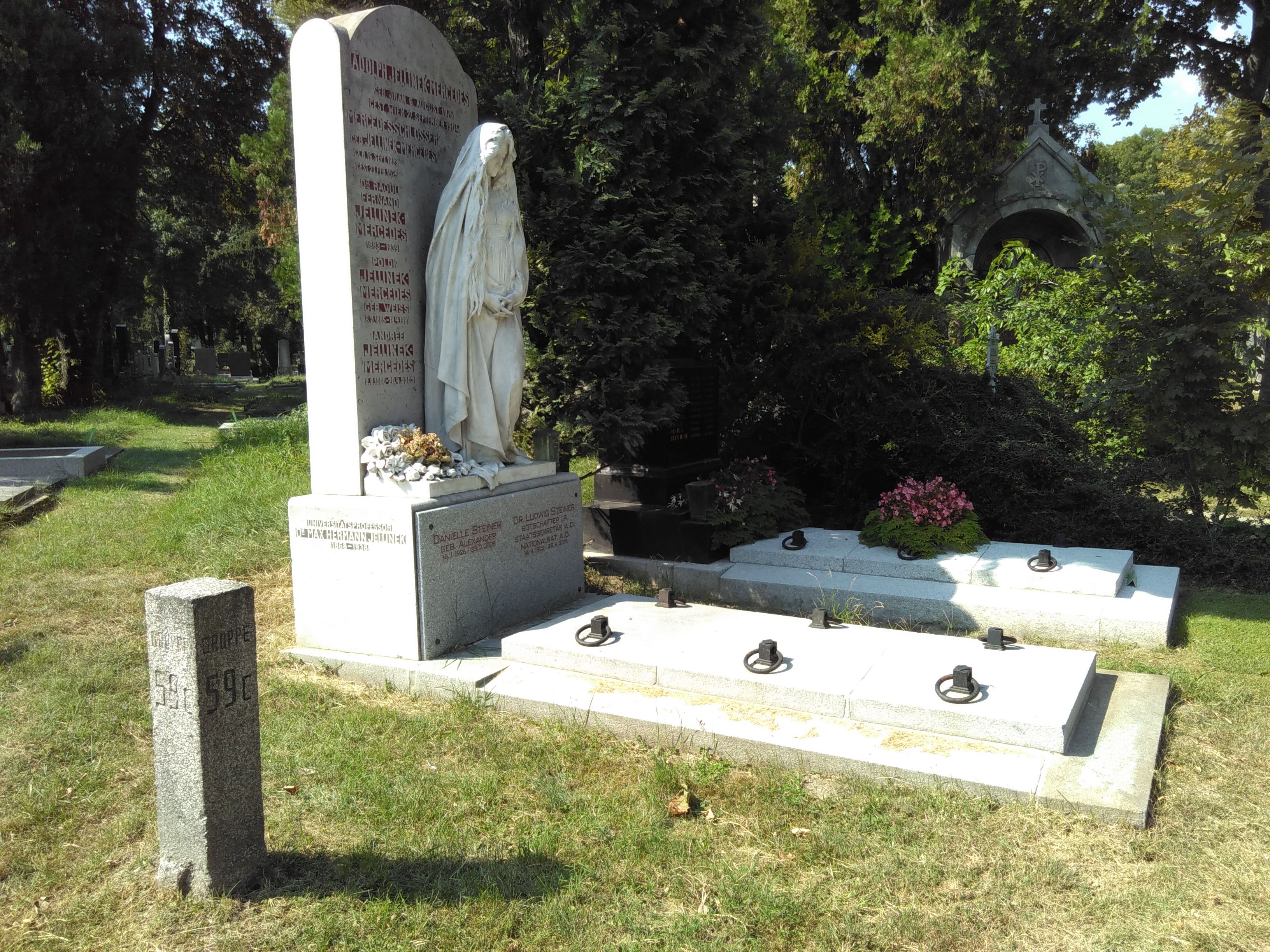
イェリネック＝メルセデス家の墓。ウィーン中央墓地。

メルセデス・アドリアンヌ・ラモナ・マヌエラ・イェリネック（Mercédès Adrienne Ramona Manuela Jellinek、1889年9月16日 - 1929年2月23日）は、オーストリアの自動車起業家エミール・イェリネックと彼の最初の妻Rachel Goggmann Cenrobertの娘であった。ウィーン生まれ。父親がダイムラー・モトーレン・ゲゼルシャフト（DMG）のメルセデスブランドを彼女に因んで名付けたことで最も良く知られている（1901年のメルセデス35 HPが最初）。加えて、彼女の父は1902年のパリ自動車博覧会で彼女の大きな写真を飾った。また、1902年にDMGがメルセデスを商標登録した後の1903年には彼自身の名前をイェリネック＝メルセデス（Jellinek-Mercedes）に改名した。彼女の名前は慈悲を意味するスペインの洗礼名である。
メルセデスはウィーンで暮らし、2度結婚した。1909年にニースのコート・ダジュールにおいてシュロッサー男爵と手の込んだ結婚式を挙げた。夫妻は第一次世界大戦で町が破壊されるまでウィーンに住んだ。エルフリーデ（1912年生）とハンス＝ペーター（1916年生）の2人の子供をもうけた。1918年、メルセデスは路上で食べ物を乞うていた。しばらくして、夫と2人の子供のもとを離れ、才能があったが貧しい彫刻家のRudolf von Weigl男爵と結婚した。メルセデスは音楽を演奏し、優れたソプラノの歌声を持っていた。父親のように自動車への情熱を持つことはなった。メルセデスは1929年に39歳の時に骨がんによってウィーンで死去し、ウィーンにある家族の墓の祖父アドルフ・イェリネック（ウィーンのラビをつとめた）の墓の近くに埋葬された。
1926年、ダイムラーはBenz & Cie.と合併した。会社はダイムラー・ベンツとして取り引きしたものの、評判の高い「メルセデス」ブランドを保つためにその車に「メルセデス・ベンツ」という名称を与えた。